# IMS Global Learning Consortium
Pour les articles homonymes, voir IMS.
IMS Global Learning Consortium (aussi nommé ITIMS ou IMS GLC) est une ONG mondiale à but non lucratif composée de membres (140 organismes à mi 2009) qui ont en commun l'objectif de développer l'utilisation des technologies au service de l'apprentissage et de l'éducation, au profit des éducateurs et étudiants et de la communauté éducative dans le monde entier.

## Activités principales
IMS GLC a comme principales activités :
- le développement communautaire et collaboratif d'une interopérabilité des systèmes utilisés pour l'éducation et l'apprentissage. Ce travail associe les institutions et structures concernées par l'éducation ;
- le développement et l'amélioration des normes en matière d'apprentissage et de technologie éducative, dont certaines (QTI, Content Packaging ...) sont déjà très utilisés ;
- des référentiels et la diffusion de bonnes pratiques (tirant les leçons des retours d'expérience) dans ce domaine ;
- l'enrichissement des interactions et du travail collaboratif entre les mondes de l'apprentissage en ligne et des bibliothèques, et des services communs sur lesquels ces deux groupes de parties prenantes (enseignants, étudiants, assistants d’enseignement, bibliothécaires, gestionnaires de documents, réseaux d'anciens élèves, technologues pédagogiques, auteurs de cours et autres) devraient s'appuyer, en partageant les ressources rares, plutôt qu'en les redéveloppant chacun de leur côté. L'IMS a publié un livre blanc (2024) sur ce thème[1].

## Centres d'intérêt
Parmi les sujets centraux pour l'IMS, figurent, : 
- le Digital Learning (apprentissage numérique, le livre électronique et les applications de formation en ligne (MOOCs et autres) ;
- le management des organisations apprenantes et des environnements virtuels pour l'apprentissage ;
- les entreprises du domaine des technologies de l'apprentissage et l'intégration d'Internet ;
- les applications des résultats d'apprentissage ;
- les normes de curriculums et ePortfolio ;
- les meilleures pratiques de formation en ligne ;
- les techniques d'apprentissage efficace ;
- l'évaluation et l'analyse des performances d'apprentissage, y compris pour les institutions ;
- la formation en ligne et les bibliothèques intégrées ;
- les technologies d'assistance à l'apprentissage ;
- l'accessibilité (ex. : systèmes d'authentification et d'autorisation d'accès aux contenus partagés par les bibliothèques et formations[1]. l'IMS suggère en 2024 « que la communauté des systèmes de gestion de l'apprentissage, du moins dans l'enseignement supérieur, suive la même approche »[1]. L'IMS travaille aussi sur l'open source (licences Creative Commons), interopérabilité) et sur la gestion des droits et des dérogations ou nouvelles exemptions au droit d'auteur quand le contenu est destiné à des fins d'enseignement[1].